# 南瓜鲁雅
南瓜鲁雅是巴西圣卡塔琳娜州的一个市镇。总面积100.55平方公里，总人口4722人，人口密度47人/平方公里。